# Campionati asiatici di ciclismo su strada - Gara in linea maschile Under-23
La Gara in linea maschile Under-23 è uno degli eventi disputati durante i Campionati asiatici di ciclismo su strada, inserita per la prima volta nel 2012. La corsa si disputa annualmente, con la sola eccezione del biennio 2020-21, quando venne annullata a causa della pandemia da COVID-19.

## Albo d'oro
Aggiornato all'edizione 2023.
| Anno | Vincitore                                        | Secondo                                          | Terzo                                            |
| ---- | ------------------------------------------------ | ------------------------------------------------ | ------------------------------------------------ |
| 2012 | Tomohiro Kinoshita                               | Adiq Othman                                      | Arvin Moazemi                                    |
| 2013 | Ali Khademi                                      | Nurbolat Kulimbetov                              | Vladislav Gorbunov                               |
| 2014 | Vadim Galeyev                                    | Oleg Zemlyakov                                   | Maxat Ayazbayev                                  |
| 2015 | Yuma Koishi                                      | Esmaeil Chaichi                                  | Yuan Tang Peng                                   |
| 2016 | Mehdi Rajabi                                     | Thanh Tung Huynh                                 | Mohammad Ganjkhanlou                             |
| 2017 | Hayato Okamoto                                   | Yevgeniy Gidich                                  | Mohammad Ganjkhanlou                             |
| 2018 | Masaki Yamamoto                                  | Mohammad Ganjkhanlou                             | Jambaljamts Sainbayar                            |
| 2019 | Mohammad Ganjkhanlou                             | Yevgeniy Fedorov                                 | Daniil Marukhin                                  |
| 2020 | non disputata a causa della pandemia da COVID-19 | non disputata a causa della pandemia da COVID-19 | non disputata a causa della pandemia da COVID-19 |
| 2021 | non disputata a causa della pandemia da COVID-19 | non disputata a causa della pandemia da COVID-19 | non disputata a causa della pandemia da COVID-19 |
| 2022 | Gleb Brussenskiy                                 | Daniil Pronskiy                                  | Nicolas Vinokourov                               |
| 2023 | Ruslan Aliyev                                    | Behzodbek Rakhimbaev                             | Abdulla Jasim Al-Ali                             |

## Medagliere
| Pos.   | Nazione             | Oro | Argento | Bronzo | Totale |
| ------ | ------------------- | --- | ------- | ------ | ------ |
| 1      | Giappone            | 4   | 0       | 0      | 4      |
| 2      | Kazakistan          | 3   | 5       | 4      | 12     |
| 3      | Iran                | 3   | 2       | 3      | 8      |
| 4      | Malaysia            | 0   | 1       | 0      | 1      |
| 4      | Vietnam             | 0   | 1       | 0      | 1      |
| 4      | Uzbekistan          | 0   | 1       | 0      | 1      |
| 7      | Taipei cinese       | 0   | 0       | 1      | 1      |
| 7      | Mongolia            | 0   | 0       | 1      | 1      |
| 7      | Emirati Arabi Uniti | 0   | 0       | 1      | 1      |
| Totale | Totale              | 10  | 10      | 10     | 30     |